# Georg Wilhelm Schweigger
Georg Wilhelm Schweigger (get. 3. Mai 1698 in Ulm; † 23. Mai 1768 in Berlin) war ein preußischer Kaufmann und Bankier in der Zeit des Merkantilismus.

## Leben
Georg Wilhelm Schweigger heiratete 1735 in Königsberg Anna Sophia Trummers, mit der er zwei Söhne und drei Töchter hatte. 1738 wurde er Bürger von Berlin und entwickelte sich zu einem der führenden Bankiers in Berlin. So wurden 1747 die Gelder für den Bau der St. Hedwigskirche bei ihm verwahrt. 1750 erwarb er das Haus der Blumeschen Erben, Königstraße 61, und um dieselbe Zeit den großen Rauleschen Garten mit Haus in der Stralauer Vorstadt. Vermutlich mietete er nach 1763 auch das ehemalige Palais Vernezobre in der Wilhelmstraße von seinem Konkurrenten Werstler. 1760 hieß die Firma „Schweigger & Sohn“, später „Schweigger & Söhne“. Schweigger betrieb große und gewagte Münzgeschäfte, pachtete nach dem Siebenjährigen Krieg die Magdeburger und die Warschauer Münze. Er unterhielt gute Beziehungen zu Russland, hatte 1764 das Petersburger Comtoir der ehemaligen Russischen Handels-Compagnie übernommen und erhielt von Friedrich II. besondere Privilegien für die Lieferung von königlichem Porzellan nach Russland. Für seine ausländischen Geschäfte ließ er 1766 in Magdeburg Albertustaler und Rubel münzen. Letztere wurden als unecht erkannt und nicht angenommen. Die Firma ging 1767 in Konkurs, das Petersburger Kontor ging später an die Königliche Bank über.